# Еломза
Еломза — река в России, протекает в Любимском районе Ярославской области. Устье реки находится в 6,5 км по левому берегу реки Шарна от её устья. Длина реки составляет 18 км, площадь бассейна — 49,5 км². Крупнейший приток — Ивушка (впадает слева в нижнем течении).
Сельские населённые пункты у реки: Варлыгино, Митино, Панфилово, Кириллово, Макарово, Фролово.

## Данные водного реестра
По данным государственного водного реестра России относится к Верхневолжскому бассейновому округу, водохозяйственный участок реки — Кострома от истока до водомерного поста у деревни Исады, речной подбассейн реки — Волга ниже Рыбинского водохранилища до впадения Оки. Речной бассейн реки — (Верхняя) Волга до Куйбышевского водохранилища (без бассейна Оки).
Код объекта в государственном водном реестре — 08010300112110000012953.